# Cigoj
Cigoj je priimek v Sloveniji, ki ga je po podatkih Statističnega urada Republike Slovenije na dan 1. januarja 2010 uporabljalo 274 oseb in je med vsemi priimki po pogostosti uporabe uvrščen na 1.485. mesto.

## Znani slovenski nosilci priimka
- Anka Cigoj (1930—2011), igralka
- Alojzij Cigoj (1842—1914), benediktinec, teolog
- Anton Cigoj (1895—1963), slikar samouk
- Breda Cigoj-Leben (1922—2016), literarna zgodovinarka
- Danica Cigoj-Kuščer (1923—2007), slikarka
- David Cigoj (*1969), avtor in publicist
- Laci Cigoj (1922—1991), igralec, lutkar
- Leopold Cigoj (1886—1934), vzgojitelj
- Marjan Cigoj, naravoslovni fotograf
- Miša Cigoj (*1982), športni plesalec
- Nataša Cigoj Krstulović (1963—2023), muzikologinja, bibliotekarka
- Simon Cigoj, vzgojitelj
- Stojan Cigoj (1920—1989), pravnik, prevajalec, univ. profesor, akademik
- Štefan Cigoj (1935—2021), politik, diplomat
- Zorko Cigoj, kolesar
- Dora Cigoj, profesorica francoščine in nemščine

## Znani tuji nosilci priimka
- Krunoslav Cigoj (1949—2015), hrvaški operni pevec, tenorist